# Amblypodia loomisi
Amblypodia loomisi är en fjärilsart som beskrevs av William Burgess Pryer 1887. Amblypodia loomisi ingår i släktet Amblypodia och familjen juvelvingar. Inga underarter finns listade i Catalogue of Life.